# Монтморенси (округ)
Монтморе́нси (англ. Montmorency County) — округ в штате Мичиган, США. Официально образован в 1881 году. По состоянию на 2010 год, численность населения составляла 9 765 человек.

## География
По данным Бюро переписи США, общая площадь округа равняется 1 458,171 км2, из которых 1 416,731 км2 суша и 41,440 км2 или 2,800 % это водоёмы.

## Население
По данным переписи населения 2000 года в округе проживает 10 315 жителей в составе 4 455 домашних хозяйств и 3 047 семей. Плотность населения составляет 7,00 человек на км2. На территории округа насчитывается 9 238 жилых строений, при плотности застройки около 7,00-ми строений на км2. Расовый состав населения: белые — 98,36 %, афроамериканцы — 0,24 %, коренные американцы (индейцы) — 0,36 %, азиаты — 0,10 %, гавайцы — 0,00 %, представители других рас — 0,10 %, представители двух или более рас — 0,84 %. Испаноязычные составляли 0,00 % населения независимо от расы.
В составе 22,50 % из общего числа домашних хозяйств проживают дети в возрасте до 18 лет, 58,10 % домашних хозяйств представляют собой супружеские пары проживающие вместе, 7,10 % домашних хозяйств представляют собой одиноких женщин без супруга, 31,60 % домашних хозяйств не имеют отношения к семьям, 27,50 % домашних хозяйств состоят из одного человека, 15,40 % домашних хозяйств состоят из престарелых (65 лет и старше), проживающих в одиночестве. Средний размер домашнего хозяйства составляет 2,29 человека, и средний размер семьи 2,75 человека.
Возрастной состав округа: 20,30 % моложе 18 лет, 5,90 % от 18 до 24, 20,90 % от 25 до 44, 29,10 % от 45 до 64 и 29,10 % от 65 и старше. Средний возраст жителя округа 47 лет. На каждые 100 женщин приходится 96,60 мужчин. На каждые 100 женщин старше 18 лет приходится 94,90 мужчин.
Средний доход на домохозяйство в округе составлял 30 005 USD, на семью — 34 784 USD. Среднестатистический заработок мужчины был 30 910 USD против 19 299 USD для женщины. Доход на душу населения составлял 16 493 USD. Около 9,80 % семей и 12,80 % общего населения находились ниже черты бедности, в том числе — 20,00 % молодежи (тех, кому ещё не исполнилось 18 лет) и 8,70 % тех, кому было уже больше 65 лет.